# آندي أندروس
آندي أندروس (ولد في 22 ماي 1959) هو كاتب كتب مساعدة ذاتية/نصائح ومتحدث شركات، عرف بكتابه الأكثر مبيعا هدية المسافر. كتب أكثر من عشرين كتابا وباع أكثر من 3.5 مليون نسخة حول العالم. ترجم كتابه لأكثر من عشرين لغة. أندروس يتحدث بشكل منتظم من أجل الشركات، المنظمات، الفرق الرياضية، و القوات المسلحة الأمريكية. ظهرت ثلاثة من كتبه، المنبه، هدية المسافر، و «كيف تقتل 11 مليون شخصا؟» في قائمة نيويورك تايم للكتب الأكثر مبيعا. ظهر أندروس في قناة فوكس نيوز، صباح الخير يا أمريكا، إم إس إن بي سي، شبكة الثالوث للبث، جي بي تي في[2][2] و  سي إن بي سي. 

## بيوغرافيا
نشأ أندروس في دوثان، ألاباما. عندما كان عمره 19 عاما، خسر أمه (41) بالسرطان وأباه (44) في حادث سير. بعد وفاة والديه، بقي أندروس أكثر من سنة بلا مأوى في ساحل ألاباما. خلال هذا الوقت جاء ب«القرارات السبع» التي في النهاية شكلت مخطوطة روايته هدية المسافر الصادرة عام 2002.
في عام 2009، أصدر أندروس روايته الثانية، المنبه (The Noticer). أصدر في عام 2010 كتاب أطفال، الفتى الذي غير العالم (The Boy Who Changed the World)، ونسخة الكبار من هذا الكتاب بعنوان تأثير الفراشة (The Butterfly Effect) ككتاب هدية. أندروس هو خريج جامعة جامعة أوبرن.

## كتب
نشرت رواية بعنوان القمة الأخيرة في أبريل 2011. تضمنت نفس الشخصية من هدية المسافر، ديفيد بوندر.
عرف أيضا بعمله الكبير «المنبه» الذي أصبح واحدا من أكثر الكتب مبيعا عالميا. نشر الكتاب في 2009.
أحدث كتب آندي، كيف تقتل 11 مليون شخص؟ - لماذا الحقيقة أهم مما تظن، نشر على الصعيد الوطني وظهر في وسائل الإعلام الوطنية مثل قناة فوكس نيوز.

### لائحة الكتب
- عواصف الكمال 1 (1992)
- عواصف الكمال 2 (1994)
- عواصف الكمال 3 (1996)
- عواصف الكمال 4 (1997)
- إذهب لأجله: رسائل من أبطال أمريكيين (2002)
- إذهب لأجله: رسائل من أبطال الرياضة (2002)
- إذهب لأجله: رسائل من أبطال ملهمين (2002)
- إذهب لأجله: رسائل من أبطال مشاهير (2002)
- هدية المسافر (2002)
- جريدة هدية المسافر (2004)
- هدية المسافر الشاب (2004)
- الخيار الضائع (2004)
- جوارب للكريسماس (2005)
- جزيرة القديسين (2005)
- إتقان القرارات السبع (2008)
- المنبه (2009)
- عودة ينابيع ساويرتون (2009)
- القلب المعالج (2010)
- تأثير الفراشة (2010)
- الفتى الذي غير العالم (2010)
- القمة الأخيرة (2011)
- كيف تقتل 11 مليون شخص؟ (2012)